# Limba longobardă
Limba longobardă este o limbă în prezent dispărută care a fost vorbită in Longobardia.Face parte din grupul limbilor germanice.A dispărut odată cu longobarzii, în 774.